# Belfort (aviso)
Pour les articles homonymes, voir Belfort (homonymie).
Le Belfort est un aviso de la classe Arras lancé en mars 1919 et actif dans la marine française et les Forces navales françaises libres de 1920 à 1946.

## Construction
Le Belfort est issu d'un programme de guerre, constitué d'une série de quarante-trois avisos dont seules trente unités sont construites. Il est mis sur cale à l'arsenal de Lorient, avec ses sister-ships Bar-le-Duc et Bapaume, puis est lancé en mars 1919.

## Descriptif
L’aviso présente une silhouette semblable à celle d'un cargo. Il s'agit de leurrer les équipages de sous-marins, sur le modèle des bateaux pièges Q-ships britanniques camouflés en navires marchands. La passerelle de navigation est placée au centre et englobe la cheminée.
Le navire est propulsé par deux turbines à engrenages Parsons/Breguet de 5 000 ch, alimentées par deux chaudières chauffées au mazout. Cet ensemble permet de naviguer à une vitesse de pointe de 20 nœuds, avec une autonomie de 3 000 nautiques à 11 nœuds.
L'armement comprend pour la lutte anti-navire et anti-sous-marine deux canons de 138 mm, deux grenadeurs, deux mortiers et une torpille remorquée. La lutte antiaérienne est menée avec un canon de 75 mm et quatre mitrailleuses de 8 mm.

## Carrière
Le Belfort entre en activité dans la Marine nationale en 1920.

### Service postal
Le navire est mis à disposition de la Compagnie générale aéropostale (CGA) en 1927. Cette société opère à cette période deux flottes, en mer Méditerranée et dans l’océan Atlantique. Avant la mise en place des traversées aériennes de l’Atlantique, des avisos transportent le courrier entre Dakar (Sénégal) et Natal (Brésil), dont le Belfort. L'armement de ce dernier est retiré, il est loué pour un franc par an et doit être rendu dans son état d'origine. L'équipage est limité à vingt-deux personnes pour des raisons économiques. Cette situation pose des problèmes d'exploitation des chaudières, conçues pour fonctionner avec une équipe plus nombreuse.
L'aviso est à Natal le 12 novembre 1927, où il s’échoue sans dommage. L’Aéropostale l'utilise jusqu’au 25 janvier 1931, à son retour à Brest. La Marine nationale le récupère le 12 mars 1931 et le place à Cherbourg en réserve normale.

### Ravitailleur d'hydravion
Après la transformation en ravitailleur d'hydravion du transport côtier Hamelin de classe Jacques Cœur , décidée en 1928, et avant la Diligente en 1939, le Belfort est modifié en 1935 et livré à la première Région maritime. Il reçoit sur la poupe une pièce de 75 mm modèle 1897. Une grue est fixée sur l'emplacement du canon arrière de 138 mm.
Le ravitailleur talonne au sud de l’île d'Yeu, sur les rochers de la Tranche, le 15 mars 1938. Il est remorqué à Lorient par l'Aurochs et la Cascade.

### La Seconde Guerre mondiale et les Forces Navales de la France Libre
Le Belfort est intégré aux actions des Forces Maritimes du Nord. Il connaît des actions de combat sous le commandement du capitaine de corvette Pierre Viel. Les survivants du cargo Douaisien sont secourus le 29 mai 1940, et le torpilleur Cyclone endommagé est escorté le 1er juin vers Cherbourg. Il participe à l’évacuation de Dunkerque le 3 juin et se replie sur Brest le 15 juin.
Le navire part le 17 juin pour Plymouth et fait l'objet d'une saisie par la Royal Navy le 3 juillet. Il est reversé aux Forces navales françaises libres (FNFL) en août 1940. Il est transformé en octobre 1942 en bâtiment-base pour la 23e flottille Motor Torpedo Boats basée à Darmouth et sert d'annexe de la Caserne Birot.
Le Belfort navigue difficilement vers Cherbourg en septembre 1945. Il est vendu par la Marine Nationale le 22 novembre 1946 puis subit une démolition le 16 janvier 1947.

#### À voir
- ALAMER - Mémoire des Équipages des marines de guerre, commerce, pêche & plaisance de 1939 à 1945, BELFORT - aviso - Classe «ARRAS» -

#### Images
- Net-Marine, Les avisos Belfort et Arras en escales -
- HostingPics.net, Carte postale 1377, Saint-Malo, La Grande Porte et l'Aviso "Belfort" au Bassin Vauban (Rennes 134) -
- Lemairesoft.sytes.net, Le Belfort. Le Belfort après sa conversion en ravitailleur d'hydravions -